# Boris Tolmazov
Boris Tolmazov (Mosca, 2 giugno 1912 – Mosca, 5 novembre 1985) è stato un attore sovietico.

## Filmografia parziale

### Attore
- Doktor Kaljužnyj (Доктор Калюжный), regia di Ėrast Pavlovič Garin (1939)
- Svet nad Rossiej (Свет над Россией), regia di Sergej Iosifovič Jutkevič (1947)
- Ivan Brovkin na celine (Иван Бровкин на целине), regia di Ivan Vladimirovič Lukinskij (1958)

## Premi
- Artista popolare della RSFSR
- Premio Stalin